# سامانه تصمیم یار بالینی
سامانه تصمیم یار بالینی (Clinical decision support system) یک سامانه مبتنی بر فناوری اطلاعات سلامت است که به پزشکان و سایر ارائه دهندگان خدمات سلامت در فرایند تصمیم‌گیری کمک می‌کند. یک تعریف عملیاتی که توسط رابرت هیوارد برای سامانه‌های بالینی تصمیم یار ارائه شده‌است عبارت است از: سامانه‌های بالینی تصمیم یار مشاهدات و دانش سلامت را هم بهم پیوند می‌زند تا امکان گرفتن بهترین تصمیم برای پرسنل خدمات درمانی بالینی به منظور بهبود خدمات سلامت فراهم سازد.

## ساختار
سامانه‌های تصمیم یار بالینی از چهار بخش اصلی تشکیل می‌شوند:
1. مکانیسم‌های ورودی: ورود اطلاعات می‌تواند به صورت دستی یا خودکار صورت گیرد. در روش دستی کاربر اطلاعات مورد نیاز سامانه را به وسیله صفحه کلید یا ابزارهای ورودی دیگر به سیستم وارد می‌کند
2. پایگاه دانش (Knowledge-base): پایگاه دانش می‌تواند به صورت ایستا یا پویا باشد. سامانه‌های نوین تصمیم یار بالینی ممکن است از روش‌های فراگیری ماشینی یا هوش مصنوعی برای انباشتن و بروز رسانی پایگاه دانش خود بهره ببرند.
3. موتور استنتاج (Inference engine): این بخش با پردازش داده‌های ورودی و پایگاه دانش، بهترین گزینه‌های تصمیم‌گیری را تعیین می‌کند
4. مکانیسم‌های خروجی: این بخش نتایج پردازش اطلاعات را در اختیار کاربر می‌گذارد.

در برخی منابع، مکانیسم‌های ورودی و خروجی به عنوان یک بخش در نظر گرفته می‌شود که به آن مکانیسم ارتباطی گفته می‌شود.